# Johann Friedrich Ludwig Häseler
Johann Friedrich Ludwig Häseler (Braunschweig, 25 de junho de 1732 – Holzminden, 26 de abril de 1797) foi um teólogo luterano e matemático alemão.

## Formação e carreira
Frequentou inicialmente a escola em Braunschweig, depois a Universidade de Helmstedt e Universidade de Leipzig. Foi então professor no Collegium Carolinum em Braunschweig. De 1757 a 1759 foi pastor luterano em Groß Twülpstedt, onde sucedeu Ernst Conrad von Brinken, que em 1712 projetou o relógio de sol para o Grande Jardim de Hanover. Em 1759 foi pastor na St.-Johannis-Kirche em Wolfenbüttel, onde conheceu pessoalmente Gotthold Ephraim Lessing. Em 1775 também foi conselheiro consistorial em Wolfenbüttel e abade do Mosteiro de Amelungsborn. Posteriormente foi inspetor do Campe-Gymnasium Holzminden. Foi também membro da Academia de Ciências de Göttingen.
Sua obra Anfangsgründe… de 1776 serviu na Artillerieschule Hannover como modelo para as aulas de matemática.
Em 1799 Carl Friedrich Gauss comprou algumas obras de sua biblioteca após sua morte.
Seu filho nascido em 1764 Anton Julius Häseler estudou em Göttingen e morreu em 1785, ano da publicação de sua obra matemática.
Pascha Johann Friedrich Weitsch completou um retrato seu, atualmente no Braunschweigisches Landesmuseum.

## Publicações selecionadas
- Rede von der Verschiedenheit der Haushaltungen Gottes. 1774.
- Analytische Betrachtungen über die Theorie der sphärischen gläsernen Spiegel: Ein Programm, worinn zugleich der Unterricht in der Mathematik und Physik, in der Amelunxbornschen Kloster-Schule in Holzminden angezeiget wird. 1775.
- Anfangsgründe der Arithmetik, Algebra, Geometrie und Trigonometrie zum eignen Unterricht. 1776.
- Gedanken über die Dorfschule. 1787.
- Ueber die jährliche Abnahme eines auf Zinsen ausgeliehenen Capitals, durch jährlichen Zusatz von Capital; welches auch in die Berechnung von Leibrenten schläget: und über das Interusurium. 1796.